# Subversion
Subversion és un sistema de control de versions dissenyat específicament per reemplaçar el popular CVS, el qual té diverses deficiències.
És programari lliure sota una llicència de tipus Apache/Llicència BSD i se'l coneix també com a svn perquè aquest és el seu nom a la línia d'ordres.
Una característica important del Subversion és que, a diferència del CVS, els fitxers versionats no tenen cadascun un número de revisió independent. En canvi, tot el repositori té un únic número de versió que identifica un estat comú de tots els arxius del repositori en un cert punt del temps.

## Característiques principals
- Se segueix la història dels fitxers i directoris a través de còpies i canvis de nom.
- Les modificacions (incloent canvis a diversos fitxers) són atòmiques.
- La creació de branques i etiquetes és una operació eficient O (1) i no O(n) com el CVS.
- S'envien només les diferències en les dues adreces (amb el CVS sempre s'envien al servidor fitxers complets).
- Es pot servir mitjançant Servidor HTTP Apache sobre WebDAV/DeltaV.
- Gestiona eficientment fitxers binaris (a diferència del CVS que els tracta internament com si fossin text).